# Piękna praca
Piękna praca (fr. Beau travail) – francuski dramat filmowy z 1999 roku w reżyserii Claire Denis. Obraz opowiada o wspomnieniach byłego żołnierza Legii Cudzoziemskiej, Galoupa, który wini siebie za to, że poddawał szykanom młodego żołnierza uczestniczącego w wojnie o Dżibuti.
Film Denis, który powstał na podstawie powieści Hermana Melville’a Billy Budd, został doceniony przez publiczność: na 50. MFF w Berlinie otrzymał wyróżnienie czytelników „Berliner Zeitung”. Zdaniem Petera Bradshawa z „The Guardian” reżyserka skutecznie pogodziła poetykę snu z konwencją realistyczną . Scott Tobias docenił eliptyczną strukturę dzieła Denis , natomiast Sarah Cooper zinterpretowała film w relacji do teorii queer; Galoup miałby reprezentować w myśl tej teorii osobę, która bezskutecznie próbuje się wyprzeć swoich skłonności homoseksualnych. 